# Владан Холец
Владан Холец (Краљево, 23. јануар 1947 — Лос Анђелес, 4. новембар 2004) био је српски глумац.

## Улоге
| Год.       | Назив                             | Улога          |
| ---------- | --------------------------------- | -------------- |
| 1971.      | Чедомир Илић (ТВ серија)          | Радојев друг   |
| 1972.      | Мртви су живи                     | Отело          |
| 1972.      | Валтер брани Сарајево             | Брзи           |
| 1974.      | Имала је петнаест година          |                |
| 1974.      | Валтер брани Сарајево (ТВ серија) | Брзи           |
| 1974.      | Отписани                          | Миле           |
| 1975.      | Црвена земља                      |                |
| 1974-1975. | Отписани                          | Миле           |
| 1976.      |                                   | Јелеш Маћи     |
| 1979.      | Судбине                           | Немачки војник |